# Violet Gibson
Violet Albina Gibson (Dublin, 31 augustus 1876 - Northampton, 2 mei 1956) was een Anglo-Ierse vrouw die in 1926 een aanslag pleegde op Benito Mussolini.

## Jeugd
Gibson was de dochter van de Ierse advocaat en politicus Edward Gibson, die in 1885 Lord Chancellor of Ireland werd en benoemd werd tot Baron Ashbourne. Haar moeder, Frances, was een Christian Scientist.
Gibson verdiepte zich in de theosofie voordat zij in 1902 rooms-katholiek werd. Ze verkeerde in hofkringen van koningin Victoria. Zij had haar hele leven een slechte gezondheid. In 1922 kreeg ze een zenuwinzinking; ze werd krankzinnig verklaard en twee jaar opgenomen in een psychiatrisch ziekenhuis. Begin 1925 deed ze een poging tot zelfdoding.

## Aanslag op Mussolini
Op 7 april 1926 schoot Gibson de fascistische leider van Italië Mussolini neer, terwijl hij tussen de menigte op de Piazza del Campidoglio in Rome liep na een toespraak voor het Internationale Congres van Chirurgen. Zij had zich bewapend met een steen om indien nodig Mussolini's autoruit te breken, en een revolver, verborgen in een zwarte sjaal. Ze schoot een keer, maar Mussolini bewoog op dat moment net zijn hoofd en het schot raakte zijn neus; ze probeerde het opnieuw, maar het pistool blokkeerde. Mussolini's zoon geeft in zijn memoires een andere lezing, namelijk dat Gibson tweemaal schoot, een keer miste en een keer Mussolini's neus schampte. Gibson werd ter plekken bijna gelyncht door een woedende menigte, maar de politie kwam tussenbeide en nam haar mee voor ondervraging. Mussolini raakte slechts licht gewond en deed zijn verwonding af als "slechts een kleinigheid". Nadat zijn neus was verbonden, vervolgde hij zijn parade op de Capitolijnse heuvel.
Er is een theorie dat Gibson krankzinnig was op het moment van de aanval, en dat het idee om Mussolini te vermoorden van haar zelf kwam en dat ze alleen werkte. Ze vertelde de ondervragers dat ze Mussolini had neergeschoten 'om God te eren', die een engel had gestuurd om haar arm stil te houden. Ze werd naar Groot-Brittannië gedeporteerd nadat ze  op verzoek van Mussolini zonder aanklacht was vrijgelaten, een daad waarvoor de Britse regering hem bedankte.
De moordaanslag veroorzaakte een golf van steun voor Mussolini van de bevolking, wat resulteerde in een serie onderdrukkende wetten die zijn controle over Italië consolideerde.

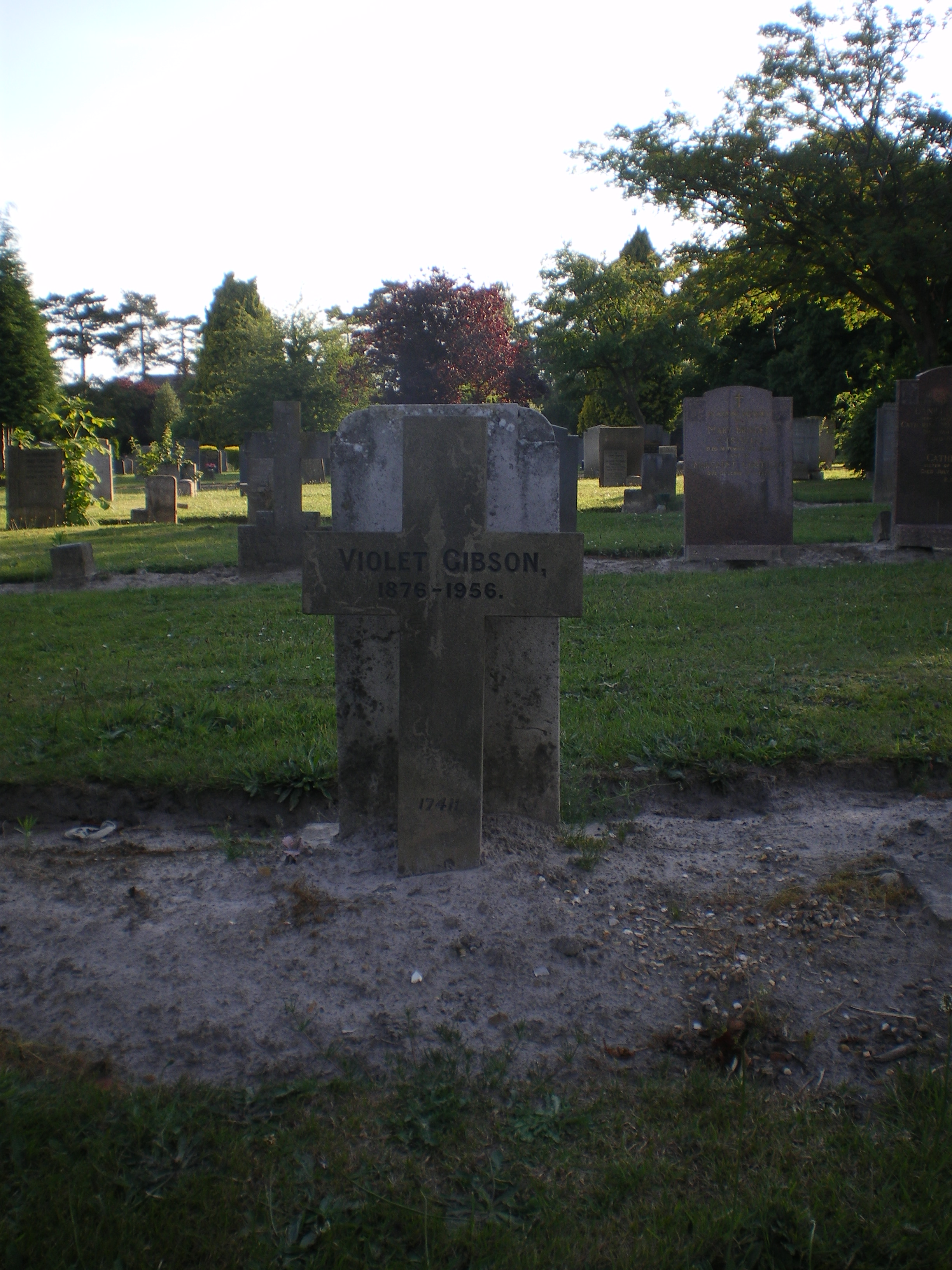
Grafsteen van Violet Gibson op de begraafplaats van Kingsthorpe

Gibson bracht de rest van haar leven door in een psychiatrisch ziekenhuis, het St. Andrew's Hospital in Northampton, ondanks herhaalde verzoeken om haar vrijlating. Ze stierf op 2 mei 1956 en werd begraven op de begraafplaats van Kingsthorpe, Northampton.

## Nalatenschap
- The Irishwoman Who Shot Mussolini, een radiodocumentaire uit 2014, werd gemaakt door Siobhán Lynam voor RTÉ Radio 1.[12] Een documentaire film, Violet Gibson, The Irish Woman Who Shot Mussolini (2020) met Olwen Fouéré in de hoofdrol, werd gemaakt in opdracht van TG4 en geproduceerd door Barrie Dowdall en Siobhán Lynam. [13]
- Gibsons verhaal is het onderwerp van Alice Barry 's toneelstuk Violet Gibson: The Woman Who Shot Mussolini.[14]
- Het lied Violet Gibson van Lisa O'Neill eert haar. Het staat op O'Neill's album Heard a Long Song Gone.[15]
- Het korte verhaal van Evelyn Conlon, Dear You, geeft een briefverslag van gebeurtenissen vanuit het standpunt van Gibson.[16]
- In maart 2021 keurde de gemeenteraad van Dublin de plaatsing van een gedenksteen op haar ouderlijk huis op Merrion Square goed, om Gibson te herdenken als een "toegewijde antifascist".[5][10][17]